# Annibale nell'eredità storica culturale
Il condottiero cartaginese Annibale è ricordato in alcune opere nella cultura di massa e nell'eredità storica culturale della seconda guerra punica.

## Letteratura

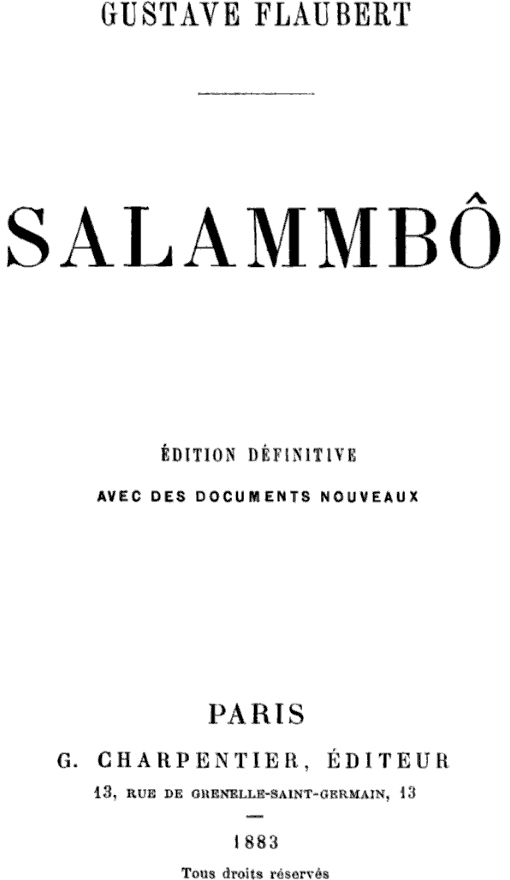
Frontespizio dell'edizione del 1883 di Salammbô di Gustave Flaubert

Nei drammi del XVII secolo la morte di Annibale costituisce un punto centrale. Fu accolto con successo di pubblico il dramma De nederlaag van Hannibal (1653) di Jurriaen Bouckart che racconta la vita di Annibale dopo Zama. Con altrettanto favore furono rappresentate le tragedie di Thomas Corneille (1669), di Marivaux, (1720), F.Trenta (1766), Luigi Scevola (1805) e Firmin Didot (La morte di Annibale (1820)), incentrate sulla morte di Annibale e su una sua relazione amorosa quando era ospite di Prusia I.
Christian Dietrich Grabbe nell'opera dedicata al condottiero cartaginese (1835), che fu ripresa da Bertold Brecht in uno scritto rimasto incompiuto (1922) , si sofferma a descrivere gli ultimi anni di vita di Annibale addolorato per esser stato rigettato dalla sua ingrata patria.
Franz Grillparzer ripropone l'immaginario incontro tra Annibale e Scipione, già descritto da Luciano di Samosata , evidenziando come il primo sia stato l'unico grande generale dei cartaginesi a confronto di Scipione, uno dei tanti condottieri del popolo romano. 
J.Nichol (1873) e J.Clark (1908) vedono il progetto imperialistico di Annibale come un prototipo di quello inglese.
Annibale è protagonista comprimario in altre opere teatrali con Sofonisba. Amilcare Barca invece è occasione per descrivere Cartagine come terra di misteri nel fantasioso Salammbô (1862) di Gustave Flaubert
In tempi più recenti i seguenti autori hanno riproposto i temi legati alla vita di Annibale:
- Gisbert Haefs, Annibale, Marco Tropea Editore, 1999; Net, 2003 - (Ed. originale: Hannibal, 1999).
- (DE)  Hans Baumann, Ich zog mit Hannibal (Sono andato con Annibale), Reutlingen, 1960.
- David Anthony Durham, Annibale, Casale Monferrato, Piemme editori, 2005, ISBN 978-88-384-8853-5.
- Franco Forte, Carthago. Annibale contro Scipione l'Africano, Milano, Mondadori, 2012, ISBN 978-88-04-60932-2.

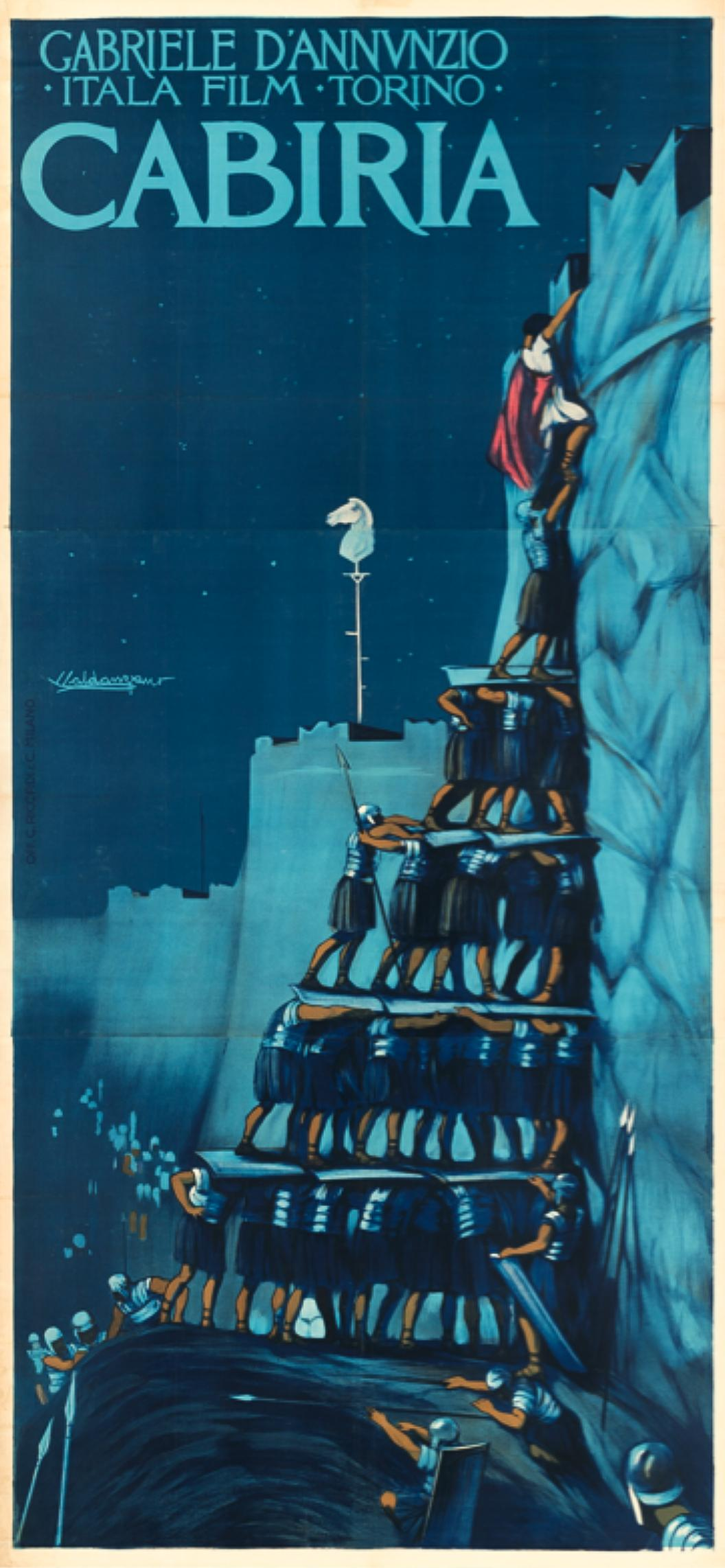
Locandina del film Cabiria

- Santiago Posteguillo, L'Africano, Casale Monferrato, Piemme, 2014, 978-8856632958.
- Santiago Posteguillo, Invicta legio, Casale Monferrato, Piemme, 2015, 978-8856649550.
- Paolo Rumiz, Annibale. Un viaggio, Milano, Feltrinelli Editore, 2008, ISBN 978-88-07-88287-6.

## Cinematografia
- Hannibal: The Man Who Hated Rome (2006) — Diretto da Edward Bazalgette, interpretato da Alexander Siddig; film-documentario realizzato dalla BBC.
- The Great Battles of Hannibal (1997) — Cartone animato inglese.
- Annibale (1960) — Codiretto da Carlo Ludovico Bragaglia ed Edgar Ulmer, con Victor Mature nella parte principale.
- Scipione l'Africano, film del 1937, diretto da Carmine Gallone e interpretato da Camillo Pilotto nel ruolo di Annibale. Pur essendo pregiudizialmente favorevole ai Romani, tributa un grande omaggio ad Annibale e al suo esercito, con il condottiero cartaginese visto come un uomo spregiudicato, ma anche come un coraggioso combattente.
- Hannibal the Conqueror film in fase di sviluppo, diretto e interpretato da Vin Diesel.
- Cabiria film del regista Giovanni Pastrone che nel 1914 realizzò un colossal che narrava  l'attraversamento delle Alpi dell'esercito cartaginese.

## Arte

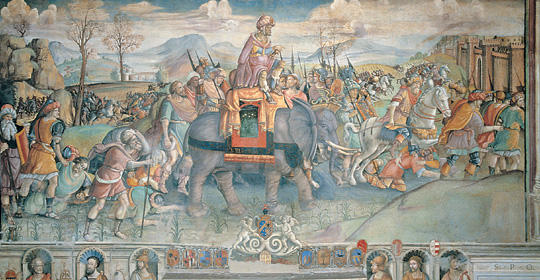
Annibale varca le Alpi di Jacopo Ripanda

Nell'arte antica manca qualsiasi raffigurazione di Annibale fatta eccezione per un busto di marmo ritrovato a Capua; alcuni storici hanno messo in dubbio la sua autenticità
In età moderna esistono diverse opere pittoriche ispirate alle guerre puniche come ad esempio gli affreschi (1508-1513) di Jacopo Ripanda visibili nel Palazzo dei Conservatori di Roma e una serie di 12 rilievi (1786-1789) di Paolo Persico presenti nel Palazzo Reale di Caserta che vogliono simboleggiare la mitica eredità romana raccolta dai Borboni che come la Repubblica Romana si assumono il compito di difendere Capua (Caserta) dall'invasore.

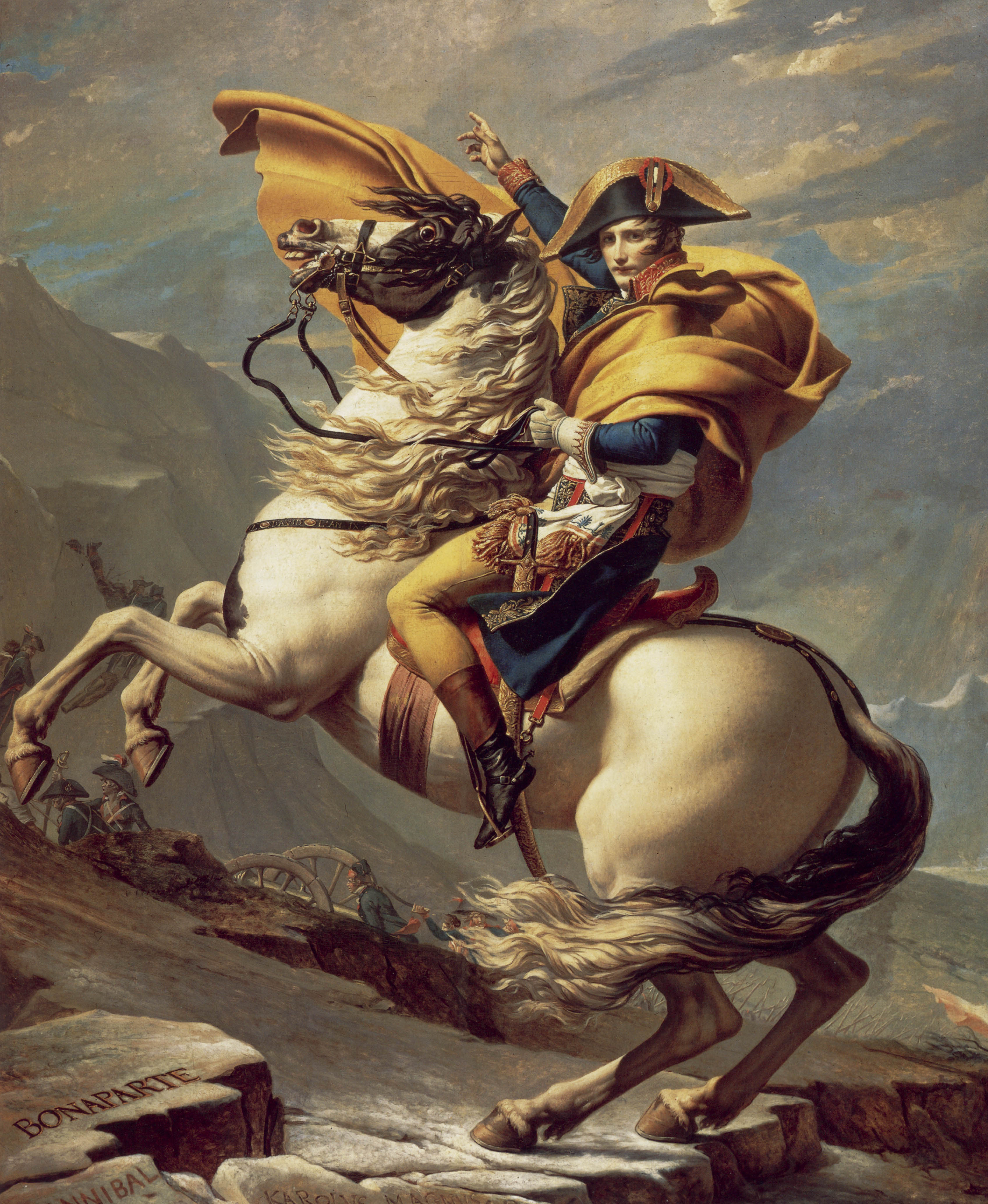
Il Primo Console supera le Alpi al Gran San Bernardo, 1801, Malmaison

Hans Holbein il Giovane e T.Schmid creano una serie di affreschi nel salone delle feste del convento di San Giorgio (Friburgo) dove le imprese di Scipione e Annibale sono messe a confronto.

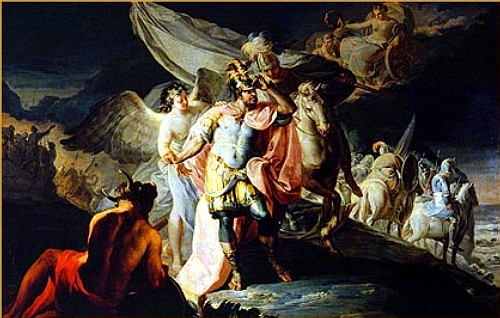
Annibale vincitore contempla l'Italia dalle Alpi (1771) di Francisco Goya

Più volte rappresentato l'episodio, tramandato da Silio Italico, del fantasioso giuramento di eterna inimicizia verso Roma di Annibale dai seguenti artisti:
- J.-H Scônfeld (1660 circa, Norimberga);
- Giovanni Battista Pittoni (1723 circa, Milano, Brera);
- Giovanni Antonio Pellegrini (1737, affresco);
- Pierre Joseph Verhagen (1788, Bruxelles);
- Ary Scheffer  (1808, Dordrecht);
- B.West (1770 Londra, Hampton Court);

Con diversi temi dipingono Annibale:
- Giambattista Tiepolo (Palazzo Dolfin, Venezia): un dipinto con Annibale che fissa la testa mozzata di Asdrubale;
- L.J.F.Legrenée rappresenta la sepoltura di Marcello (Salone di Parigi, 1781);
- Jacques-Louis David dipinge Napoleone che attraversa le Alpi (Il Primo Console supera le Alpi al Gran San Bernardo, 1801-1802, Parigi, Louvre) dove in un masso appare inciso il nome di Annibale sotto quello di Napoleone a simboleggiare l'autore della prima impresa.
- G.M.W.Turner, vuole raffigurare nel passaggio delle Alpi dell'eroe cartaginese (1812, Londra, Tate G.) le forze della natura.

## Musica

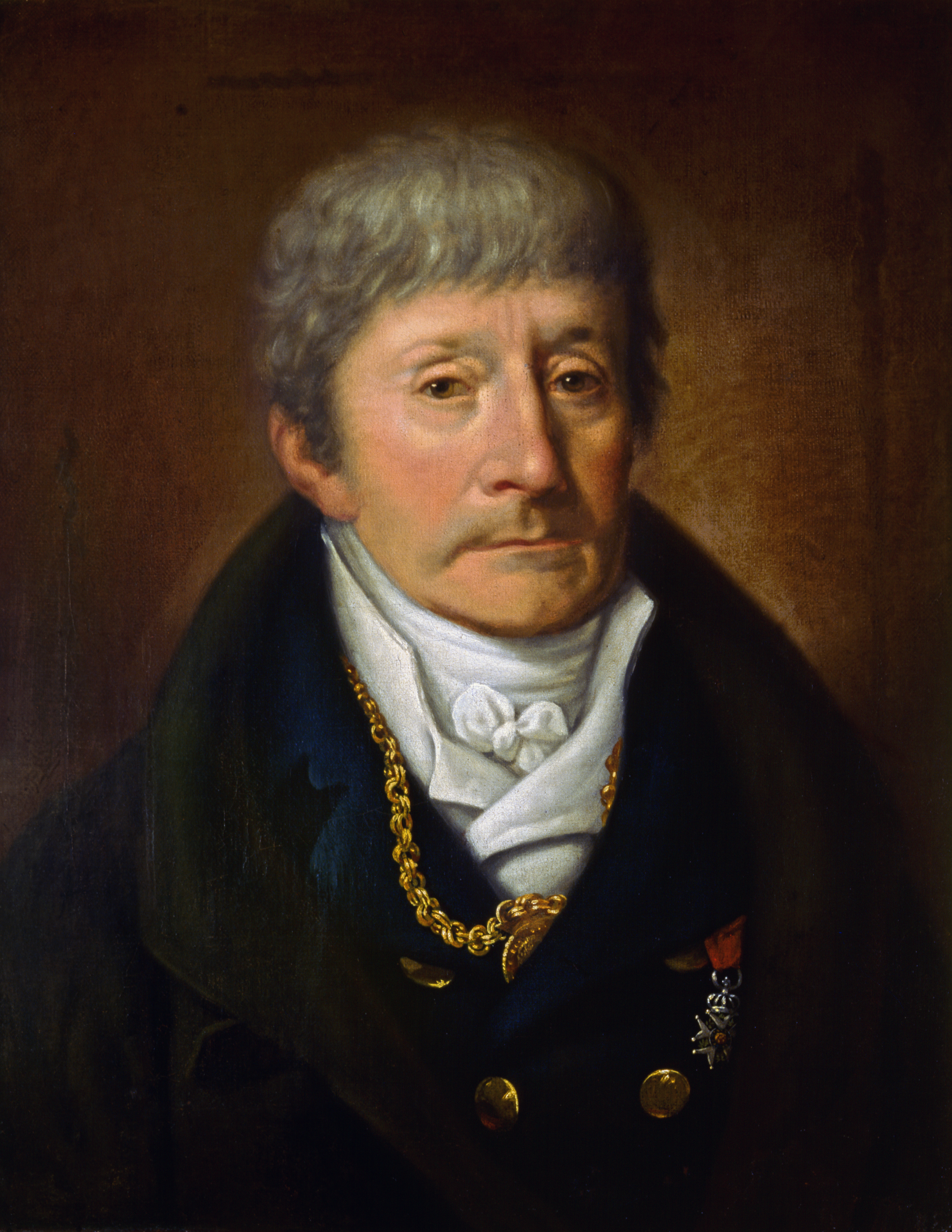
Ritratto di Antonio Salieri

I librettisti incentrano il loro interesse soprattutto sulle sconfitte di Annibale in Italia e sul ricevimento della notizia della morte del fratello Asdrubale.
Tra altri compositori melodrammatici si cimentano su questi temi:
- Geminiano Giacomelli (Annibale (Roma, 1731) con libretto di Filippo van Stryp, 1731, Roma);
- Giovanni Paisiello (Annibale in Torino con libretto di Jacopo Durandi, 1771, Torino);
- Nicola Antonio Zingarelli (Annibale in Torino con libretto di Jacopo Durandi, 1792, Torino);
- Annibale in Capua, opera in tre atti di Antonio Salieri, su libretto di Antonio Simeone Sografi (1801, Trieste.
- Giuseppe Farinelli (Annibale in Capua, melodramma serio in 2 atti, libretto di Luigi Romanelli 1810, Venezia);
- Giuseppe Nicolini  (Annibale in Bitinia, dramma eroico in due atti, libretto di Luigi Prividali, Padova, 1821);
- Luigi Ricci (Annibale in Torino, melodramma serio per musica in 2 atti, libretto di Felice Romani 1830, Torino).

Modest Petrovič Musorgskij scrisse un'opera rimasta incompiuta (1863-1866) per un libretto di cui era autore. Successo di pubblico ebbe a Bruxelles e a Parigi l'opera Salammbô di Ernest Reyer (1890) su ispirazione dell'opera omonima del suo amico Flaubert.
La band metal svedese Sabaton, nel loro brano Lightning at the Gates, rilasciato anticipatamente come parte dell'album Legends, il quale sarà rilasciato integralmente il 17 Ottobre 2025, narra di Annibale e del suo celeberrimo attraversamento delle Alpi nel 218 a.C.